# Cryptocarya liebertiana
Cryptocarya liebertiana är en lagerväxtart som beskrevs av Adolf Engler. Cryptocarya liebertiana ingår i släktet Cryptocarya och familjen lagerväxter. Inga underarter finns listade i Catalogue of Life.